# Andrey Rublev
Andrey Rublev é um filme soviético de 1966 dirigido e escrito por Andrei Tarkovsky e co-escrito com Andrei Konchalovsky. O filme é vagamente baseado na vida do pintor russo do século XV Andrei Rublev. O filme é estrelado por Anatoly Solonitsyn, Nikolai Grinko, Ivan Lapikov, Nikolai Burlyayev e por Irma Raush (esposa de Tarkovski). Savva Yamshchikov, um famoso restaurador e historiador artístico russo foi o consultor científico do filme.
Andrei Rublev é situado na Rússia do século XV. Apesar de ser vagamente baseado na vida do pintor, o filme procura retratar realisticamente a Rússia medieval. Os temas do filme incluem liberdade artística, religião, ambiguidade política, autodidactismo e fabricação de arte sob um regime repressivo. Devido a isso, não foi lançado internamente na União Soviética oficial ateísta e autoritária há anos depois de concluída, com exceção de uma única seleção de 1966 em Moscou. Uma versão do filme foi exibida no Festival de Cinema de Cannes de 1969, onde ganhou o prêmio FIPRESCI.  Em 1971, uma versão censurada do filme foi lançada na União Soviética. O filme foi ainda cortado por razões comerciais após o lançamento nos Estados Unidos através da Columbia Pictures em 1973. Como resultado, existem várias versões do filme.
Embora esses problemas com a censura tenham obscurecido e truncado o filme há muitos anos após a sua libertação, o filme foi logo reconhecido por muitos críticos ocidentais e cineastas como um trabalho altamente original e realizado. Ainda mais desde que foi restaurado para sua versão original, Andrei Rublev passou a ser considerado um dos maiores filmes de todos os tempos, e muitas vezes foi classificado altamente nas pesquisas de críticos e diretores da Sight & Sound.

## Enredo

### I. O Bufão (Verão de 1400)
Andrei (Anatoly Solonitsyn), Daniil (Nikolai Grinko) e Kirill (Ivan Lapikov) são monges errantes e pintores de ícones religiosos, procurando trabalho. Os três representam diferentes caracteres criativos. Andrei é o observador, um humanista que busca o bem nas pessoas e quer inspirar e não assustar. Daniil é retirado e resignado, e não tão inclinado à criatividade quanto à auto-realização. Kirill não tem talento como pintor, mas ainda se esforça para alcançar a proeminência. Ele é ciumento, auto-justo, muito inteligente e perspicaz. Os três acabaram de sair do Mosteiro de Andronikov, onde viveram por muitos anos, indo para Moscou. Durante um forte banho de chuva, eles buscam abrigo em um celeiro, onde um grupo de aldeões está sendo entretido por um bufão (Rolan Bykov). O bufão, ou skomorokh, é um inimigo amargamente sarcástico do estado e da Igreja, que ganha a vida com seu comentário social mordaz e obsceno e se diverte com os Boiardos. Ele ridiculariza os monges quando eles entram, e depois de algum tempo Kirill deixa o local despercebido. Em breve, um grupo de soldados chega para prender o bufão, a quem eles levam para fora e batem até deixá-lo inconsciente, também esmagando seu instrumento musical. Assim que a chuva para, os três monges agradecem aos aldeões por permitir que eles se abriguem e continuem a caminhada. Enquanto eles caminham, as fortes chuvas começam de novo.

### II. Theophanes, o grego (Verão-Inverno-Primavera-Verão 1405-1406)
Kirill chega à oficina de Teófanes, o Grego (Nikolai Sergeyev), um mestre pintor proeminente e bem reconhecido, que está trabalhando em um novo ícone de Jesus Cristo. Teófanes é retratado como um personagem complexo: um artista estabelecido, humanista e temente a Deus em seu ponto de vista ainda um pouco cínico, considerando sua arte mais como um ofício e uma tarefa na sua desilusão com outras pessoas. Seus jovens aprendizes fugiram para a praça da cidade, onde um criminoso erroneamente condenado está prestes a ser torturado e executado. Kirill fala com Teófanes, e o artista, impressionado pelo entendimento e a erudição do monge, o convida a trabalhar como seu aprendiz sobre a decoração da Catedral da Anunciação em Moscou. Kirill recusa no início, mas aceita a oferta com a condição de que Teófanes venha pessoalmente ao Mosteiro de Andronikov e convide Kirill a trabalhar com ele na frente de toda a fraternidade e Andrei Rublev, que segundo os comentários de Teófanes tem fama como um pintor de ícones no mundo exterior.
Pouco tempo depois, no Mosteiro de Andronikov, um mensageiro chega de Moscou para pedir a Andrei por sua ajuda na decoração da Catedral da Anunciação com Teófanes, o Grego. Tanto Daniil quanto Kirill são agitados pelo reconhecimento que Andrei recebe. Daniil se recusa a acompanhar Andrei e o reprova por aceitar a oferta de Teófanes sem considerar seus companheiros, mas logo se arrepende de seu temperamento e em lágrimas deseja bem a Andrei quando o jovem monge vem despedir-se de seu amigo. Kirill está com ciúmes de Andrei e em um ataque de raiva, decide deixar o mosteiro para o mundo secular, lançando acusações de ganância em face de seus colegas monges, que também o repudiam. Kirill tropeça fora do mosteiro no campo nevado e é seguido por seu cachorro, mas Kirill o golpeia com sua bengala e deixa-o morto. Andrei sai para Moscou com seu jovem aprendiz Foma (Mikhail Kononov). Foma é outro personagem criativo, representando o artista comercial de coração alegre e prático. Ainda assim ele parece ser bastante contemplativo para se dar bem com Andrei.
III. A paixão segundo Andrei
Ao caminhar na floresta, Andrei e Foma têm uma conversa sobre as falhas de Foma, especialmente a mentira. Foma confessou tomar o mel do jardim das abelhas, depois Andrei percebe que sua batina está pegajosa e esfrega a lama no rosto para aliviar uma picada de abelha. Enquanto Foma tem talento como artista, ele está menos preocupado com o significado mais profundo de seu trabalho e mais preocupado com os aspectos práticos do trabalho, como aperfeiçoar o seu azure, uma cor que na pintura foi frequentemente considerada instável para se misturar. Eles encontram Teófanes na floresta, e o velho mestre manda Foma para longe. Quando ele sai, o aprendiz encontra um cisne morto e o cutuca com um bastão. Daí corta-se para bancos de um riacho onde Andrei e Teófanes estão discutindo sobre religião, enquanto Foma limpa os pincéis de seu mestre. Teófanes argumenta que a ignorância do povo russo é devido à estupidez, enquanto Andrei diz que não entende como ele pode ser pintor e manter tais pontos de vista. Esta cena contém uma reconstituição da Crucificação de Cristo em uma encosta coberta de neve que se desenrola quando Andrei conta a história e expressa sua crença de que os homens que crucificaram Jesus estavam obedecendo à vontade de Deus e amaram-no.

### IV. A festa (1408)
Acampando para a noite em uma margem do rio, Andrei e Foma estão coletando lenha para o grupo quando Andrei ouve os distantes sons de celebração ainda mais a montante na floresta. Indo investigar que ele encontra um grande grupo de pagãos nus, que estão conduzindo um ritual de tocha para o verão. Andrei está intrigado e animado pelo comportamento dos pagãos, mas é pego espionando um casal fazendo amor, está amarrado ao raio de uma cabana com uma burla da crucificação de Jesus e está ameaçado de se afogar na parte da manhã. Uma mulher chamada Marfa (Nelly Snegina), vestida apenas com um casaco de pele, se aproxima de Andrei. Depois de explicar que seu povo é perseguido por suas crenças, ela tira o casaco, beija Andrei e depois o desata. Andrei foge e está perdido na floresta densa, coçando o rosto. Na manhã seguinte, Andrei volta ao seu grupo, incluindo Daniil, e quando eles saem em seus barcos, um grupo de soldados aparece na margem do rio perseguindo vários dos pagãos, incluindo Marfa. Seu parceiro é capturado, mas ela faz sua escapada nua nadando no rio após o barco de Andrei. Ele e seus colegas monges desviaram o olhar com vergonha.

### V. O Juízo Final
Andrei e Daniil estão trabalhando na decoração de uma igreja em Vladimir. Apesar de estarem lá há vários meses, as paredes ainda estão brancas e nuas e Andrei está duvidando de si mesmo. Um mensageiro chega com a palavra do furioso Bispo para dizer-lhes que eles têm até o Outono para terminar o trabalho. Em uma estrada próxima no meio de um campo de flores, Andrei confia a Daniil que a tarefa o desagrada e que ele não consegue pintar um assunto como o Juízo Final, pois ele não quer aterrorizar as pessoas na submissão. Chega à conclusão de que ele perdeu a facilidade de pensar no que um artista precisa para o seu trabalho. Foma, impaciente e ambicioso, renuncia e deixa o grupo de Andrei a aceitar a oferta de pintar uma igreja menor, menos prestigiosa. Os escultores de pedra e os decoradores da festa de Andrei também estiveram trabalhando na mansão do Grande Príncipe. O Príncipe quer que o trabalho seja feito novamente mais de acordo com seus gostos, mas os trabalhadores já têm outro emprego, na mansão do irmão do Grande Príncipe e se recusam. Em um caminho através dos bosques, os soldados abordam os artesãos nas ordens do Grande Príncipe e furam-lhe os olhos para que não possam replicar seu trabalho. De volta à igreja, Andrei está consternado com a notícia de seu destino e atira com raiva tinta e esfregou-a em uma das paredes. Sergei (Vladimir Titov), um dos jovens aprendizes que escaparam do ataque ileso, lê uma parte aleatória da Bíblia em voz alta, a pedido de Daniil, sobre as mulheres. Durochka (Irma Raush) (cujo nome a identifica como um tolo sagrado ou Yurodivy), perambula na chuva e fica chateada com a visão da pintura na parede. Sua falta de mentalidade e inocência leva Andrei à ideia de pintar um banquete.

### VI. A invasão (Outono 1408)
Enquanto o Grande Príncipe está ausente na Lituânia, seu irmão mais novo, com fome de poder, forma uma aliança com um grupo de tártaros e ataca Vladimir. Vemos os flashbacks do Grande Príncipe e seu irmão atendendo a um serviço religioso na igreja, e vemos a rivalidade e a hostilidade entre eles. A invasão das forças armadas a cavalo e a carnificina resultante são mostradas em grande detalhe. A cidade está queimada, os cidadãos são assassinados e as mulheres estupradas e mortas. Uma cena mostra um cavalo caindo de um lance de escadas e sendo esfaqueado por uma lança. Outro mostra uma vaca incendiada. Foma escapa por pouco de ser morto na cidade e escapa para o campo nas proximidades, mas quando ele está atravessando um rio, ele é baleado nas costas com uma flecha e morto. Os tártaros se encaminham para a igreja, agora totalmente decorada com as pinturas de Andrei, onde a maioria dos cidadãos se refugiou. Os tártaros não mostram misericórdia e massacram as pessoas dentro e queimam todos os retábulos de madeira pintados. Andrei salva Durochka de ser estuprada matando um tártaro com um machado. O mensageiro do Bispo é cruelmente torturado para fazê-lo revelar a localização do ouro da cidade, que ele se recusa a fazer. Depois de ser repetidamente queimado, ele tem metal líquido de um crucifixo derretido derramado em sua boca e é arrastado para fora amarrado a um cavalo. Depois disso, Andrei e Durochka ficaram vivos na igreja. Andrei imagina uma conversa com os mortos Teófanes, o Grego, lamentando a perda de seu trabalho e o mal da humanidade, enquanto Durochka distraidamente arruma os cabelos de uma mulher morta. Andrei decide abandonar a pintura e faz um voto de silêncio por ter matado outro homem.

### VII. Silêncio (Inverno 1412)
Andrei está mais uma vez no Mosteiro de Andronikov à medida que a fome e a guerra adotam o país. Ele não pinta e nem fala mais, e mantém Durochka com ele como companheira e em silêncio. Vários refugiados discutem os problemas em suas respectivas cidades de origem, e um homem fala com uma voz quebrada de sua fuga de Vladimir. Um jovem monge o reconhece como Kirill que é um dos ausentes. Ele sofreu durante o seu tempo longe do mosteiro e implora ao pai superior para permitir que ele volte. Seu desejo é concedido, mas ele é instruído a copiar as escrituras sagradas quinze vezes em penitência. Um grupo de tártaros para no mosteiro ao percorrer a região, o que preocupa muito a Andrei e Kirill que experimentaram sua brutalidade de primeira mão. Durochka tem uma mentalidade muito simples para se lembrar do que os tártaros fizeram e se fascina por um peitoral brilhante do soldado. O grupo provoca e brinca com ela, mas o soldado gosta dela, colocando seu capacete com chifres em sua cabeça e vestindo-a como uma noiva, finalmente decidindo levá-la com ele como sua oitava esposa e russa. Andrei tenta impedir que ela se afaste, mas ela está determinada e se afasta com os tártaros. Kirill fala com Andrei pela primeira vez, já que ambos deixaram o mosteiro, e ele assegura-lhe que Durochka não estará em perigo, pois prejudicar uma pessoa de mentalidade simples é considerado má sorte, e ela é deixada ir. Andrei continua o seu trabalho de levar grandes pedras quentes de um fogo com pinças para aquecer água para o mosteiro, mas derruba a pedra na neve.

### VIII. O Sino (Primavera–Verão–Inverno–Primavera 1423–1424)
A vida de Andrei gira enquanto ele testemunha o lançamento de um sino para o Grande Príncipe. Boriska (Nikolai Burlyayev) é o jovem filho de um construtor de sinos toda a sua família morreu de uma praga que assolou a área. Ele diz aos homens do Príncipe que ele é o único que possui o segredo de seu pai, entregue no leito da morte, de lançar um sino de bronze e persuade-os a levá-lo com eles, pois ele é o único homem vivo que pode fazê-lo com sucesso. Boriska é encarregado do projeto e frequentemente contradiz e desafia o instinto de seus colegas de trabalho ao escolher a localização do poço, a seleção da argila adequada, a construção do molde, o disparo dos fornos e, finalmente, o içamento da campainha. Mesmo Boriska expressa dúvidas de que ele conseguirá fazer o sino tocar. O processo de fazer o sino é um empreendimento enorme e caro com muitas centenas de trabalhadores e Boriska faz várias decisões arriscadas, guiado apenas por seus instintos. À medida que os fornos são abertos e o metal derretido derrama no molde, ele pede ajuda a Deus. Andrei observa silenciosamente Boriska durante a fundição, e o homem mais novo o percebe também.
Durante a criação de sino, o bufão da primeira sequência faz um reaparecimento entre as multidões que vieram assistir o sino sendo levantado e ele ameaça matar Andrei, o homem que o denunciou anos antes e, portanto, levou a sua prisão, tortura e sentença de prisão. Kirill intervém em nome do silencioso Andrei e, mais tarde, confessa confidencialmente que sua inveja pecaminosa do talento de Andrei se dissipou quando ouviu Andrei ter abandonado a pintura e que foi ele, Kirill, que denunciou o bufão. Kirill então critica Andrei por permitir que seu talento dado por Deus para a pintura seja desperdiçado e implora com ele para retomar sua arte, e fica sem resposta.
À medida que a construção do sino se aproxima, a confiança de Boriska se transforma lentamente em uma descrença de que ele conseguiu. A equipe de trabalho assume o controle assim que Boriska faz várias tentativas de desaparecer no fundo da atividade. Uma vez que o sino foi içado em sua torre, o Grande Príncipe e sua comitiva chegam para a cerimônia inaugural enquanto o sino é abençoado pelos sacerdotes. À medida que o sino está preparado para ser tocado, a comitiva real está sobrecarregada discutindo suas dúvidas de que isso será. É revelado que Boriska e a equipe de trabalho sabem que se o sino não toca o Grande Príncipe a todos decapitará também é ouvido que o Grande Príncipe decapitou seu irmão, que invadiu Vladimir na sequência do Invasão). Há uma tensão silenciosa e agonizante quando o capataz persegue lentamente a válvula do sino de um lado para o outro, cutucando-a mais perto do lábio do sino com cada balanço. Uma panela em toda a montagem revela Durochka, vestida de branco, a cavalo (juntamente a uma criança, presumivelmente dela) enquanto ela atravessa a multidão. No momento crítico, a campainha soa perfeitamente, e ela sorri. Após a cerimônia, Andrei descobre Boriska desabado no chão, soluçando. Ele admite que seu pai nunca lhe disse o segredo de lançar um sino. Andrei o conforta, rompendo seu voto de silêncio e dizendo ao menino que eles deveriam continuar seu trabalho juntos: "Você vai lançar sinos. Vou pintar ícones." Andrei vê Durochka, o menino, e o cavalo anda através de um campo enlameado na distância.
O epílogo é a única parte do filme em cores e mostra detalhes de vários anos, mas ainda vibrantes, de vários ícones reais de Andrei Rublev. Os ícones são mostrados na seguinte ordem: Cristo Entonado, Doze Apóstolos, Anunciação, Doze Apóstolos, Jesus entrando em Jerusalém, Nascimento de Cristo, Cristo Entronado, Transfiguração de Jesus, Ressurreição de Lázaro, Anunciação, Ressurreição de Lázaro, Nascimento de Cristo Trindade, Arcanjo Miguel, Paulo Apóstolo, Redentor. A cena final cai em cruzada dos ícones e mostra quatro cavalos de pé junto a um rio na chuva.

## Elenco
- Anatoli Solonystin....Andrei Rublev
- Ivan Lapikov.........Kirill
- Nikolai Grinko.......Danil Chorny
- Nikolai Sergeyev.....Teófanes, o grego
- Nikolai Grabbe........Stepan
- Irma Raush..........Durochka, a rapariga louca
- Bolot Beishenaliyev..Khan tártaro
- Yuri Nazarov...........Príncipe
- Nikolay Burlyaev......Boriska